# Así se escribe la historia
Así se escribe la historia es una obra de teatro en dos actos de los hermanos Álvarez Quintero, estrenada en 1917.

## Argumento

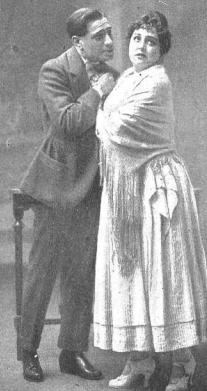
Mercedes Pardo y José García Aguilar en una escena del estreno

En un pequeño pueblo de Andalucía una joven pareja, pertenecientes a familias rivales, se ve perseguida por las habladurías de los vecinos. En una discusión ella se golpea accidentalmente la cabeza y comienza a repetirse de boca en boca que él le ha pegado un tiro. Los rumores se disparan, y para poder salvar su amor, la única salida que les queda a los enamorados es la huida.

## Personajes
- Virginia
- Tula
- Mónica
- María Martín
- María Bedoya
- María Cordero
- Don Clemente
- Lázaro
- Alberto
- Chorrito
- Castañeda

## Estreno
- Teatro Infanta Isabel, Madrid, 6 de noviembre de 1917.
  - Intérpretes: Joaquina Pino, Mercedes Pardo, Rafaela Lasheras, Rafael Ramírez, Pedro González, María Luisa Moneró, Magdalena Abrines, Francisco Alarcón, Alejandro Maximino, José García Aguilar.